# 신찬혁
신찬혁(1975년 2월 3일 ~ )은 대한민국의 성우이다. 2002년 KBS에 입사했으며, 현재는 KBS 29기이다. 한국방송 성우극회 소속.

## 주요 출연작품

### 애니메이션
- 조이드 퓨저스 (챔프) - 블레이드
- 데스노트 (애니원)
- 헌터X헌터 OVA (애니박스) - 겐스루 / 비노로트
- 헌터X헌터 OVA G.I Final (애니박스) - 겐스루 / 지원자3
- 트랜스포머 갤럭시포스 (챔프) - 메트로플렉스
- 동글동글 짝짝 (KBS)
- 명탐정 코난 (투니버스) - 박일수 / 형사

### 영화
- 엔드 오브 데이즈 (KBS) - 노숙자(빅터 바나도) / 경찰(존 넬슨)
- 파인딩 포레스터 (SBS)
- 알츠하이머 케이스 (KBS) - 더 케이저(필립 피터스)
- 쓰나미 (SBS)
- 트윈 이펙트 (SBS)
- 그루지 (SBS) - 이카라시 형사(마츠나가 히로시)
- 해바라기 (KBS)